# Confresa
Confresa is een gemeente in de Braziliaanse deelstaat Mato Grosso. De gemeente telt 22.606 inwoners (schatting 2009).
De gemeente grenst aan Vila Rica, Santa Terezinha, Porto Alegre do Norte, São José do Xingu en Santa Cruz do Xingu.